# EBHS
 (mars 2020).
Si vous disposez d'ouvrages ou d'articles de référence ou si vous connaissez des sites web de qualité traitant du thème abordé ici, merci de compléter l'article en donnant les références utiles à sa vérifiabilité et en les liant à la section « Notes et références ».
EBHS est le sigle de l'« European brown hare syndrome » (syndrome du lièvre brun européen), une hépatite virale du lièvre. 
Cette maladie a durement frappé les populations de lièvres en maintes régions nuisant provisoirement aux efforts des chasseurs. En Europe, le nombre de cas est plus élevé à l'automne (septembre, voire novembre). On ne comprend pas encore ce qui la favorise ou qui explique certains cas de virulence exceptionnelle. La fragmentation écologique des territoires du lièvre (ayant comme conséquence une plus grande consanguinité) et le recul des prédateurs carnivores (qui mangent en priorité les animaux malades) pourraient expliquer l'augmentation de maladies infectieuses.
À l'heure actuelle il n'existe ni traitement ni vaccin efficace contre l'EBHS.

## Précautions
Les animaux morts sont à manipuler avec précaution et doivent être détruits. 